# Liste der Fürstpröpste von Berchtesgaden
Insgesamt standen 44 Stifts- bzw. Fürstpröpste dem Klosterstift Berchtesgaden vor, die als Augustiner-Chorherren trotz ihrer erst nach und nach zunehmenden Machtbefugnisse und Autonomie zusammen mit drei Salzburger Erzbischöfen und drei Kurkölnischen Administratoren in historischen Standardwerken stets in eine Reihenfolge als Fürstpröpste gebracht werden. Die Zählung beginnt ab Anfang des 12. Jahrhunderts mit Eberwin als erstem Stiftspropst und endet mit Joseph Konrad von Schroffenberg-Mös als letztem Fürstpropst, der 1803 im Zuge der Säkularisation abdanken musste.
Die ersten 16 waren „einfache“ Stiftspröpste, von denen ab 1194 aber immerhin schon 11 als Landes- und Gerichtsherren nicht nur die niedere, sondern auch bereits die hohe Gerichtsbarkeit ausüben durften. Ab 1294 folgten ihnen 10 Amtsträger, die mit der Ausübung des Blutgerichtsbarkeit rechtlich bereits den Reichsfürsten gleichgestellt waren. Die nächsten 14 waren ab 1380 als Reichsprälaten auch im Reichsfürstenrat vertreten, von denen 3 jedoch im Zusammenhang der Inkorporation von 1393 bis 1404 Salzburger Erzbischöfe waren. Anschließend waren ab 1455 die nachfolgenden 6 von der „Metropolitangewalt“ Salzburgs gänzlich befreit und somit in geistlichen Dingen (Spiritualien) nur noch dem Papst direkt unterstellt. Die letzten 10 hatten von 1559 bis 1803 schließlich den Status von Fürstpröpsten, von denen jedoch wiederum 3 von 1594 bis 1723 als ranghöhere Erzbischöfe von Köln bzw. als Kurkölnische Administratoren aus dem Hause Wittelsbach dieses Amt innehatten.

## Überblick (Zunehmende Machtbefugnisse ↔ Administratoren)
Die ausklappbaren Tabellenleisten erlauben einen Überblick auf die stetig zunehmenden Machtbefugnisse der Stifts- und Fürstpröpste von Klosterstift, späterer Reichsprälatur und Fürstpropstei Berchtesgaden zwischen 1101 und 1803 sowie auf die zwei Phasen dazwischen mit Administratoren während der 11-jährigen Inkorporation durch das Fürsterzbistum Salzburg und während des freiwilligen Abtritts der Regentschaft für 129 Jahre an Kurkölnische Erzbischöfe.

## Liste mit weiterführenden Anmerkungen
| Name                                        | von  | bis  | Bild | Bemerkungen |
| ------------------------------------------- | ---- | ---- | ---- | --- |
| Eberwin                                     | 1101 | 1142 |      | Eberwin hat sich als erster Propst gemeinsam mit dessen Gründer Berengar I. von Sulzbach erfolgreich darum bemüht, das Klosterstift Berchtesgaden in die Obhut und den Schutz des Papstes Paschal II. zu legen. Unter ihm fanden die ersten Rodungen statt und es wurde zumindest der erste Bauabschnitt der Stiftskirche St. Peter und Johannes der Täufer errichtet. Ein jahrzehntelanger Abwehrkampf gegen Forderungen des Klosters Baumburg wurden in seinem Todesjahr zugunsten des Klosterstifts entschieden. |
| Hugo I.                                     | 1142 | 1151 |      | Hugo I. galt als sehr tatkräftiger Stiftspropst, der Berchtesgaden in den Kreis des „Salzburger Reform Verbandes“ geführt hat, und damit eine enge Zusammenarbeit mit Salzburg und dem Erzbischof bewirkte. |
| Heinrich I.                                 | 1151 | 1174 |      | Kaiser Friedrich Barbarossa bestätigte 1156 Heinrich I. in einer „Goldenen Bulle“ die Gebietsgröße des Stifts sowie die Wahlfreiheit seiner Vögte und gewährte ihm die Forsthoheit. |
| Dietrich                                    | 1174 | 1178 |      | Dietrich hat als erster begonnen, mit dem in Berchtesgaden abgebauten Salz einen Handel zu eröffnen. |
| Friedrich I.                                | 1178 | 1188 |      | Erst unter Friedrich I. wurde lt. neuerer Geschichtsforschung die „Goldene Bulle“ um die Schürffreiheit auf Salz und Metall (Salzregal) erweitert bzw. verunechtet. |
| Wernher (Bernhard) I.                       | 1188 | 1201 |      | Wernher erlangte 1194 für sich und seine Nachfolger einen „enormen Machtzuwachs“, der sich in einer Urkunde manifestierte, die später als „Magna Charta der Berchtesgadener Landeshoheit“ bezeichnet wurde. Danach konnten die Berchtesgadener Stiftspröpste als Landes- und Gerichtsherren nicht nur die niedere, sondern auch die hohe Gerichtsbarkeit ausüben; Ab 1190 kam es während seiner Regentschaft zu Überfällen auf Berchtesgadener Salzlager, was 1198 in einem für das Stift unvorteilhaften Vergleich endet. |
| Gerhard                                     | 1201 | 1201 |      | Interimsregent. |
| Hugo II.                                    | 1201 | 1210 |      | Während der Regentschaft Hugos I. wurde dem Stift 1209 durch Papst Innozenz III. das Recht der freien Jurisdiktion über alle Laien innerhalb seines Immunitätsgebietes bestätigt. |
| Konrad I. Garrar                            | 1210 | 1211 |      | Interimsregent. |
| Friedrich II. Ellinger                      | 1211 | 1217 |      | Friedrich II. gelang eine Verbesserung des 1198 mit dem Salzburger Domkapitel geschlossenen Vergleichs. |
| Heinrich II.                                | 1217 | 1231 |      | Während der Regentschaft von Heinrich II. wurde der Konflikt in Bayern zwischen Welfen und Hohenstaufen auch auf den Besitzungen des Stiftes ausgetragen. |
| Friedrich III. von Ortenburg                | 1231 | 1239 |      | Unter Friedrich III. kam es 1236 zwischen dem Salzburger Domkapitel und Berchtesgaden zu einer Übereinkunft hinsichtlich der „Zuheurathung ihrer Eigenleute“, d. h. die jeweiligen Untertanen durften nun auch ohne weitere Anfrage bei der Herrschaft innerhalb dieser beiden Territorien nach Ehepartnern Ausschau halten. |
| Wernher (Bernhard) II.                      | 1239 | 1252 |      | Trotz seiner langjährigen Regentschaft ist derzeit nichts über Wernher II. bekannt. |
| Konrad II.                                  | 1252 | 1252 |      | Interimsregent. Schon „bey Jahren“ war er nur noch für wenige Monate im Jahr 1252 bis zu seinem Tod Propst des Klosterstifts Berchtesgaden. |
| Heinrich III.                               | 1252 | 1257 |      | Papst Alexander IV. bestätigte Heinrich III. die Berchtesgadener Privilegien und gewährte 1255 den Pröpsten „für alle Zeiten“ das Tragen der Insignien Mitra, Ring und Sandalen, was sie schon fast den Bischöfen gleichstellte. |
| Konrad III. von Mödling                     | 1257 | 1283 |      | Konrad III. hatte sich offenbar stets bemüht, außerhalb und innerhalb der Klostermauern „ohne alle Partheynahme sein Schifflein“ durch die Konflikte jener Zeit zu lenken. 1274 hatte er eine erneute päpstliche Bestätigung der Stiftsprivilegien erwirkt und später auch in Judenburg von König Rudolf I. die Maut- und Zollrechte des Klosterstifts in Österreich bestätigt bekommen. |
| Johann I. Saxo von Sachsenau                | 1283 | 1303 |      | Johann I. und seine Nachfolger erhielten ab 1294 das Recht des Blutbanns und damit die Gleichstellung mit den Reichsfürsten |
| Hartung (Hartnid) von Lampoting             | 1303 | 1305 |      | *) Lampoting war der erste Propst, der sein persönliches Wappen (eine Rose mit einem kleinen Wappenschild) im Propstsiegel führte. |
| Eberhard Sachs                              | 1305 | 1317 |      | Während der Regentschaft des Eberhard Sachs wurde 1306 das Gebiet der Stiftspropstei Berchtesgaden als „lant ze berthersgadem“ bezeichnet. Im selben Jahr „fiel plötzlich ein Haufe Berchtesgadener über des Erzstifts Leute am Untersberg heraus und verübte große Gewalt“. Eberhard Sachs stellte daraufhin „Ruhe und Ordnung und Frieden wieder her“. |
| Konrad IV. Tanner                           | 1317 | 1333 |      | *) Tanner soll sich wegen seiner „zu großen Strenge und Orthodoxie“ das „Missvergnügen“ seiner Chorherren wie auch der Landsassen (provinciales) „zum Nachteil für das Gotteshaus zugezogen“ haben. Nur dank päpstlicher Unterstützung behauptete er sich als Propst bis zu seinem Tod im Jahr 1333. Kurz vor Ende seiner Regentschaft fielen 1332 die Bürger aus Hallein über die zur Propstei gehörenden Schellenberger Salzpfannen her und stürzten Berchtesgadener Salzwagen um - wogegen Tanner erfolgreich beim Salzburger Erzbischof Friedrich III. Klage einlegte. |
| Heinrich IV.                                | 1333 | 1351 |      | Ein halbes Jahr vor seinem Tod hatte Heinrich IV. noch eine Auseinandersetzung um die Vogtei zu Jettenstetten und Weidenbach zu bestreiten, deren gütliches Ende er nicht mehr erlebte. |
| Reinhold Zeller                             | 1351 | 1355 |      | *) Über Zellers Leben und Wirken ist derzeit nichts weiter bekannt, außer dass er dem Geschlecht der „Edlen Zeller“ aus Riedau im Innviertel entstammte. |
| Otto Tanner                                 | 1355 | 1357 |      | Über Tanners Leben und Wirken ist derzeit nichts weiter bekannt. |
| Peter I. Pfäffinger                         | 1357 | 1362 |      | Wiewohl in die Regentschaft Pfäffingers u. a. ein Krieg zwischen dem Bayernherzog Stephan und dem Salzburger Erzbischof Ortolf fielen, ist hierzu und auch sonst vom Wirken Pfäffingers in seiner Amtszeit als Propst bis 1362 nichts weiter bekannt. |
| Jakob I. von Vansdorf                       | 1362 | 1368 |      | Über Vansdorfs Leben und Wirken ist derzeit nur wenig bekannt - außer dass während seiner Regentschaft sie Schuldenlast des Klosterstifts eine „phantastische Höhe“ zu erreichen begann und das Land zusehends verarmte. |
| Greimold Wulp                               | 1368 | 1377 |      | Greimold Wulp vermochte beim Salzburger Erzbischof Pilgrim II. von Puchheim zu erwirken, dass nach einer vertragswidrigen Zurückweisung seiner Berchtesgadener Untertanen künftig jedes fünfte Schiff mit dem pröpstlichen Schellenberger Salz beladen werden durfte. |
| Ulrich I. Wulp                              | 1377 | 1384 |      | Ulrich I. wurde ab 1380 wie auch alle nachfolgenden zum Reichsprälaten in den Reichsfürstenrat erhoben, war jedoch ab 1382 im Schisma mit Sieghard Waller. Dem ging voraus, dass er gleich bei seinem Amtsantritt 1377 die Lebensführung der Chorherren kritisierte und der wachsenden Schuldenlast mit einem Landbrief zu begegnen suchte, indem er den leibeignen Untertanen die Güter und Lehen des Stifts zu erbrechtlichem Kauf anbot. |
| Sieghard Waller                             | 1382 | 1384 |      | Sieghard Waller war ein Vertrauensmann des Salzburger Erzbischofs Pilgrim II. von Puchheim, der Propst Ulrich I. Wulp 1382 mittels einer Intrige innerhalb des Augustiner-Chorherren-Konvents absetzen ließ, um dafür Waller als Propst zu installieren. Zuletzt wurden Wulp und Waller in einem Kompromiss bestätigt bzw. abgesetzt. |
| Konrad V. Thorer von Thörlein               | 1384 | 1393 |      | Da weder die bayerischen noch österreichischen Herzöge weiter Geld in das bankrotte Berchtesgadener Staatswesen investieren wollten, blieb Konrad nur noch der Ausweg, den Salzburger Erzbischof Pilgrim II. von Puchheim um Hilfe zu bitten. Um den Preis einer sechs Jahre währenden Verpfändung der stiftseigenen Schellenberger Saline wurden den Chorherren wie auch dem Frauenstift ein „gehöriges Auskommen“ zugesichert. Zum Ende seiner Regentschaft wurden erst alle anderen Salzbergwerke und 1393 schließlich auf Betreiben des Stifts der gesamte Klosterstaat ins Erzbistum Salzburg inkorporiert. |
| Pilgrim von Puchheim                        | 1393 | 1396 |      | Inkorporation durch das Fürsterzbistum Salzburg; Pilgrim versuchte schon länger wegen der großen Salzvorkommen, die damalige reichsunmittelbare Stiftspropstei Berchtesgaden und Reichenhall an sich zu ziehen. Er setzte den Berchtesgadener Propst Ulrich Wulp ab und für ihn seinen Vertrauensmann Sieghard Waller ein - dessen Position aber von Wulp nicht anerkannt wurde, so dass es zu einem "kleinen", zweijährigen Schisma in Berchtesgaden kam. Im darauffolgenden Krieg mit den Bayern, als Bündnisgenossen von Propst Wulp, blieben Österreich und damit auch Salzburg vorerst siegreich. Von 1393 an hatte Pilgrim selbst noch bis zu seinem Tod 1396 die Administrationsgewalt über Berchtesgaden, wie auch noch bis 1404 seine beiden ihm nachfolgenden Erzbischöfe von Salzburg. |
| Gregor Schenk von Osterwitz                 | 1396 | 1403 |      | Inkorporation durch das Fürsterzbistum Salzburg; dieser Salzburger Erzbischof unterstützte vorsichtig die Absetzung des deutschen Königs Wenzel und die Einsetzung Ruprechts von der Pfalz, vor allem nachdem dieser ihm alle Rechte und Privilegien einschließlich der Inkorporation des Klosterstifts Berchtesgaden bestätigt hatte. |
| Eberhard III. von Neuhaus                   | 1403 | 1404 |      | Inkorporation durch das Fürsterzbistum Salzburg; der Herzog von Oberbayern-München Wilhelm III. wollte die seit 1393 währende Inkorporation des Klosterstifts Berchtesgaden in das Fürsterzbistum Salzburg nicht länger hinnehmen. Papst Bonifatius IX. erließ 1402 auch gleich eine Bulle, wonach diese Einverleibung Berchtesgadens wieder rückgängig zu machen sei, widerrief sie jedoch noch im selben Jahr nach Gegenvorstellungen des Vorgängers von Eberhard als Salzburger Erzbischof. Doch nachdem der Sohn des bayerischen Herzogs Ludwig erneut intervenierte und sich den Bayern auch Österreich und die Mehrzahl der Kardinäle in Rom anschlossen, wurde am 24. Februar 1404 die Selbständigkeit der Fürstpropstei Berchtesgaden wiederhergestellt. Der den Herzogssohn begleitende Domherr von Freising Peter Pienzenauer wurde zum neuen Stiftspropst ernannt. Diese Vorgänge nahm Eberhard III. zwar zunächst nicht offiziell zur Kenntnis, die Päpste Innozenz VII. und Gregor XII. bestätigten aber in der Folge die Entscheidung, sodass Eberhard III. 1409 die päpstliche Entscheidung unter der Bedingung anerkannte, dass als Gegenleistung für die hohen Beträge, welche die Propstei dem Fürsterzbistum schuldete, die Saline Schellenberg samt allen Anlagen und dem Sudhaus bis zur Tilgung der Schulden an Salzburg verpfändet wurde. |
| Peter II. Pienzenauer                       | 1404 | 1432 |      | *) Pienzenauer wurde 1404 zwar wieder zum eigenständigen Berchtesgadener Stiftspropst gewählt, allerdings war seine Souveränität Grenzen unterworfen. Er hatte weiterhin „dem Erzbischof von Salzburg gehorsam und gewärtig zu sein“ und durfte „ohne dessen Rat und Willen keine Güter, Kleinodien oder Bücher, die zum Gotteshaus Berchtesgaden gehörten“ veräußern. Zudem sollte bis zur Tilgung der hohen Schulden im Gegenwert von 44.000 Golddukaten das zur Propstei gehörende Schellenberg samt Saline an das Fürsterzbistum verpfändet bleiben. Trotz dieser Einschränkungen gelangen Pienzenauer erste Schritte zum Wiederaufstieg des Klosterstifts. |
| Johann II. Praun                            | 1432 | 1446 |      | *) Während Prauns Regentschaft wurde in der Berchtesgadener Stiftskirche das noch heute erhaltene gotische Chorgestühl aus Eichenholz zu beiden Seiten vor dem Hauptaltar eingerichtet. |
| Bernhard (Wernhard) II. Leoprechtinger      | 1446 | 1473 |      | *) Unter Bernhard II. war ab 1455 das Stift und seine Pröpste von der „Metropolitangewalt“ Salzburgs befreit und seitdem in geistlichen Dingen (Spiritualien) dem Papst direkt unterstellt. |
| Erasmus Pretschlaiffer                      | 1473 | 1486 |      | Nach Leoprechtinger war auch Pretschlaiffer an der gotischen Ausgestaltung der Stiftskirche St. Peter und Johannes der Täufer in Berchtesgaden beteiligt und hatte die Wände der Seitenschiffe erhöhen und mit größeren Fenstern versehen lassen. |
| Ulrich II. Pernauer                         | 1486 | 1495 |      | *) Angesichts der anstehenden Wahl zum Propst ließ sich Pernauer nicht mehr zum „Hallinger“, dem Inhaber des mit dem Salzamt in Schellenberg höchstbewerteten fürstpröpstlichen Verwaltungspostens vereidigen. Dieses Amt hatte während seiner Regentschaft Jörg Sewer und ab 1491 Pernauers Nachfolger Balthasar Hirschauer inne. |
| Balthasar Hirschauer                        | 1496 | 1508 |      | *) Balthasar Hirschauer erwirkte 1506 durch den kaiserlichen Beauftragten Richard Degen Fuchs von Fuchsberg den „Fuchsbrief“, der zum „Grundgesetz“ für das Landes- und Steuerrecht der Stiftspropstei wird. |
| Gregor Rainer                               | 1508 | 1522 |      | *) In die Regierungszeit des Gregor Rainer fiel für das „Berchtesgadener Land“ der sich bereits unter seinem Vorgänger abzeichnende Zenit eines wirtschaftlichen Aufschwungs. Rainer errichtete in Berchtesgaden mehrere kirchliche Anbauten und 1512 die Kirche St. Sebastian in Ramsau bei Berchtesgaden. |
| Wolfgang I. Lenberger                       | 1523 | 1541 |      | *) Die Regentschaft Lenbergers war bestimmt vom Großen Salzburger bzw. Deutschen Bauernkrieg, der in Schellenberg mit der Befreiung eines Priesters namens Matheus seinen Anfang genommen hatte. Nach diesem Bauernkrieg hatte sich Lenberger der inneren Verwaltung der Stiftspropstei gewidmet und 1529 eine schriftlich niedergelegte Waldordnung und der Holzhandwerker-Zunft eine Handwerksordnung mit Gesetzeskraft gegeben. |
| Wolfgang II. Griesstätter zu Haslach        | 1541 | 1567 |      | **) Griesstätter und alle seine Nachfolger wurden ab 1559 zum Fürstpropst und damit zum stimmberechtigten Reichsfürsten erhoben. Nachdem in Bischofswiesen an der Tann eine Salzquelle und an der Gmündbrücke Steinsalz entdeckt wurde, vermochte Griesstätter mit Herzog Albrecht von Bayern im Jahr 1555 einen für das Berchtesgadener Land vorteilhaften Vertrag zu schließen. 1556 vermochte er zudem den Rest der seit 167 Jahren währenden Schuldenlast an Salzburg zu tilgen und damit Schellenberg aus der Salzburger Pfandschaft zu lösen. |
| Jakob II. Pütrich                           | 1567 | 1594 |      | Pütrich sah sich 1587 dem frisch gewählten Erzbischof Wolf Dietrich von Raitenau gegenüber, der seinem Bistum Salzburg das Berchtesgadener Land erneut einverleiben wollte. Pütrich suchte Unterstützung bei dem noch jungen Prinzen Ferdinand von Bayern. Als der Erzbischof mit seinen Truppen in Berchtesgaden einfiel, um es in Besitz zu nehmen, vertrieb 1591 der Vater Ferdinands Herzog Wilhelm V. die Salzburger aus dem zukünftigen Besitz seines Sohnes – denn nach dem Tode Pütrichs ging die Fürstpropstei Berchtesgaden vereinbarungsgemäß in dessen Kurkölnische Administration und verblieb dort noch für zwei weitere Regentschaften. |
| Ferdinand von Bayern                        | 1594 | 1650 |      | Kurkölnische Administration durch das Haus Wittelsbach; Ferdinand war bereits ab 1591 Koadjutor von Jakob II. Pütrich und wurde nach dessen Tod (siehe Anmerkungen darüber zu Pütrich) 1594 zum Fürstpropst gewählt. Während seiner über 50-jährigen Zuständigkeit, vermochte er sich angesichts seiner anderen Aufgaben nur wenig um die Belange der Fürstpropstei kümmern. |
| Maximilian Heinrich von Bayern              | 1650 | 1688 |      | Kurkölnische Administration durch das Haus Wittelsbach |
| Joseph Clemens von Bayern                   | 1688 | 1723 |      | Kurkölnische Administration durch das Haus Wittelsbach; als Joseph Clemens von Bayern den Stiftsdekan Julius Heinrich von Rehlingen-Radau wegen seines und seiner Mit-Kapitulare ruchbar gewordenen lockeren Lebenswandels aus der Berchtesgadener Regierung ausschloss und zudem auf mehr geistliche Zucht (disciplinam religiosam) des ganzen Stifts bestand, beschloss das Kapitel wegen seines verbrieften Rechts auf freie Wahl künftig keinen Auswärtigen und vor allem keinen Wittelsbacher Prinzen mehr zu ihrem Regenten zu wählen. |
| Julius Heinrich von Rehlingen-Radau         | 1723 | 1732 |      | *) Mit von Rehlingen endete die 128 Jahre währende Kurkölnische Administration. Von Rehlingen wurde erst zum Koadjutor und nach dem Tode von Joseph Clemens 1723 zum Fürstpropst gewählt, nach dem Grundsatz: „dem heiligen Geist, nicht mehr dem Geist des bayerischen Hofes folgend“. Daraufhin stellte das gekränkte Bayern die Getreideausfuhr nach Berchtesgaden ein und minderte den Salzpreis. Als von Rehlingen im Gegenzug erklärte, dass er lieber das Salzbergwerk Berchtesgaden schließe als weiterhin im Preis gedrückt zu werden, lenkte Bayern jedoch wieder ein. Während seiner Amts- und Regierungszeit als Fürstpropst wurden im Zuge der Berchtesgadener Gegenreformation drei Wallfahrtskirchen im Stil des Rokoko errichtet. |
| Cajetan Anton Notthafft von Weißenstein     | 1732 | 1752 |      | *) Gerade erst zum Fürstpropst gewählt, sah sich Notthafft noch vor seiner Amtseinsetzung von einem Aufstand bedroht und erließ deshalb am 26. Oktober 1732 ein Emigrationspatent. Danach mussten binnen kurzer Zeit alle Protestanten Berchtesgaden verlassen. |
| Michael Balthasar von Christalnigg          | 1752 | 1768 |      | *) Michael Balthasar von Christalnigg ist an dem „Collegio Apolinari“ ausgebildet worden und hat gleich nach seinem Regierungsantritt als Fürstpropst ein neues Bibliotheksgebäude für die Büchersammlung des Stifts in Auftrag gegeben. Während seiner Amts- und Regierungszeit beliefen sich die Schulden des Stifts auf 250.000 Gulden, denen er weitere 69.000 Gulden hinzufügte. |
| Franz Anton Josef von Hausen-Gleichenstorff | 1768 | 1780 |      | *) Während der Amts- und Regierungszeit des Fürstpropstes Franz Anton Josef von Hausen-Gleichenstorff wuchsen die Schulden des Stifts noch auf 300.000 Gulden, die Currentschulden auf 100.000 Gulden an. |
| Joseph Konrad von Schroffenberg-Mös         | 1780 | 1803 |      | *) Als Regent suchte von Schroffenberg nach den Verschwendungen seiner Vorgänger die auf 335.000 Gulden „verbriefte Schulden“ und 50.000 Gulden „Currentschulden“ angewachsene Schuldenlast abzutragen und die Wirtschaftskraft des noch eigenständigen Territoriums zu erhöhen. Doch die Fürstpropstei Berchtesgaden kam 1803 zum Herzogtum Salzburg, so dass er letzter Fürstpropst des bis dahin eigenständigen Lentells Berchtesgaden war. Zuvor hatte er auch bereits seinen Status als Fürstbischof von Freising und Regensburg verloren. |

Personen ohne weitere Bemerkungen waren allesamt von den  Augustiner-Chorherren als Stiftspröpste bzw. Fürstpröpste der Fürstpropstei Berchtesgaden berufen worden.
* (Von diesen Pröpsten gibt es Grabplatten in der Berchtesgadener Stiftskirche.)

** (Von Griesstätter gibt es ein Grabdenkmal in der Franziskanerkirche in Berchtesgaden.)